# الجبهة الشعبية (فرنسا)
الجبهة الشعبية (بالفرنسية: Front populaire)‏ هي تحالف لحركات اليسار بما فيهن الحزب الشيوعي الفرنسي والحزب الراديكالي الفرنسي.